# Mount Dixey
Mount Dixey ist ein 1250 m hoher Berg an der Rymill-Küste des antarktischen Palmerlands. Er ragt an der Südseite des Riley-Gletschers etwa 5 km nordwestlich des Carse Point auf.
Erstmals fotografiert wurde er durch den US-amerikanischen Polarforscher Lincoln Ellsworth bei einem Überflug am 23. November 1935. Diese Luftaufnahmen dienten als Vorlage für die Kartierung durch den US-amerikanischen Geographen W. L. G. Joerg. Die erste Vermessung nahm die British Graham Land Expedition (1934–1937) unter der Leitung des australischen Polarforschers John Rymill vor. Teilnehmer dieser Forschungsreise benannten 1954 den Gletscher nach Neville Dixey (1881–1947), Vorsitzender des Lloyd’s of London, der sich über eine Stiftung an Rymills Expedition finanziell beteiligte.